# Hammelwarder Sand

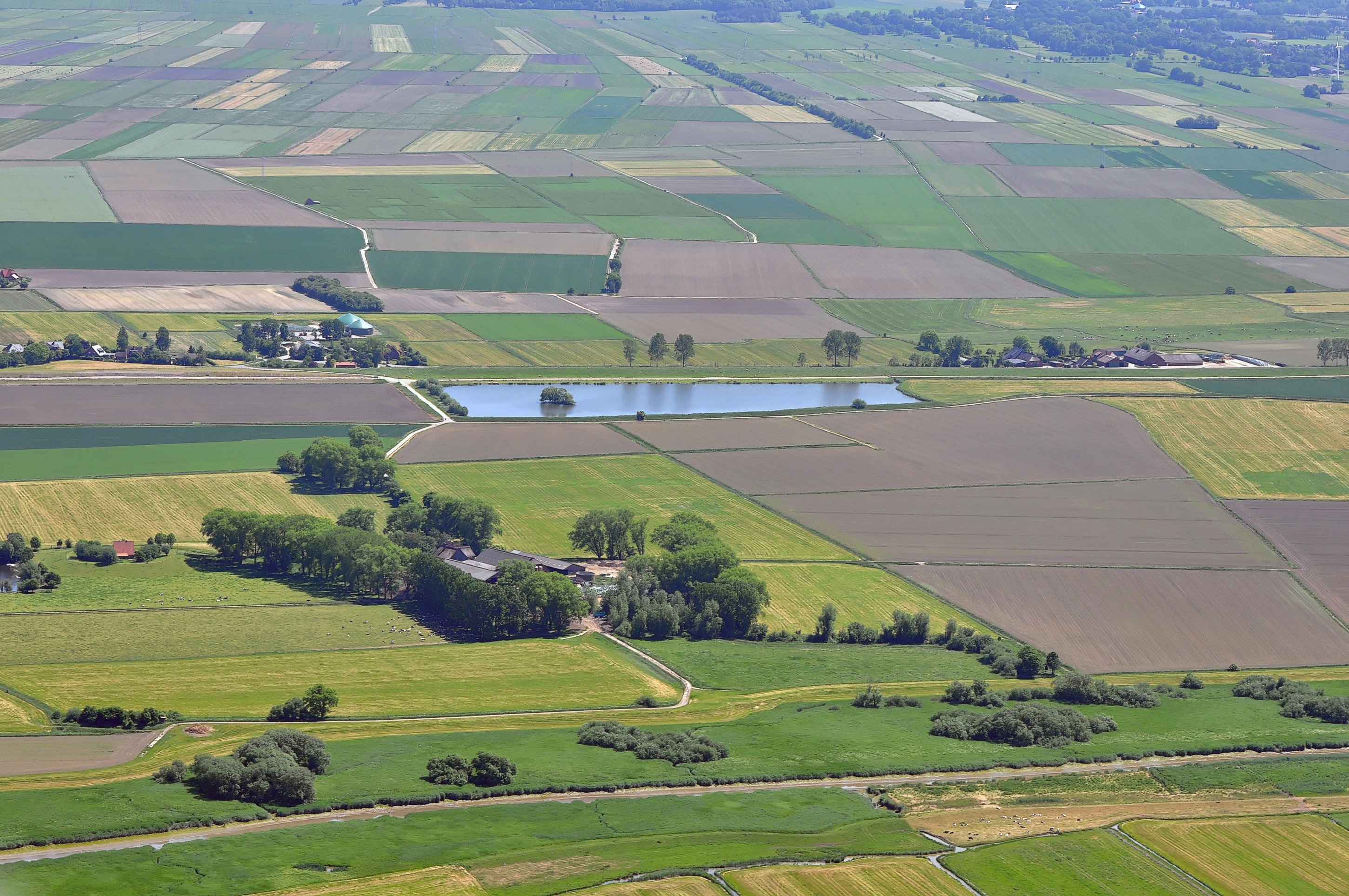
Landschaft im Hammelwardener Sand, im Vordergrund der rechte Nebenarm der Weser mit Sommerdeich, hinter dem kleinen See der Winterdeich.

Der Hammelwardener Sand ist ein knapp fünf Quadratkilometer großer Teil der Weseraue am rechten Ufer der Unterweser, der nur noch bedingt als Insel zu betrachten ist. Der im Landkreis Osterholz liegende Teil des Hammelwarder Sandes ist Bestandteil des Natur- und Landschaftsschutzgebietes „Unterwesermarsch“.

## Geografie
Er liegt als Rechteck von etwa vier Kilometer Länge und einem Kilometer Breite parallel zur Weser zwischen dem Rechten Nebenarm der Weser und dem Marschland der Süder-Osterstade im Deichvorland des Winterdeichs. Von dem Weserarm ist er durch einen Sommerdeich geschützt. Landwärts ist der Hammelwardener Sand durch den Aschwardener Flutgraben begrenzt, der aus der Osterholzer Geest kommt und nach dem Siel im Winterdeich nach Norden und zwei Kilometer weiter wieder nach Westen abknickt, und durch die Hasseler Balje, die im Südwesten Anschluss an den Rechten Nebenarm anschließt und im Nordosten an den Aschwardener Flutgraben. Beide Gewässer haben Sieltore im Sommerdeich. Von den die Insel umschließenden Gewässern ist also der Rechte Nebenarm das hydrologisch linke.
Die nördliche Hälfte gehört zum Ortsteil Wurthfleth der Gemeinde Hagen im Bremischen im Landkreis Cuxhaven, die südliche zum Ortsteil Aschwarden der Gemeinde Schwanewede im Landkreis Osterholz, beide zu Niedersachsen.

## Nutzung
Abgesehen von der Uferzone am Rechten Weserarm ist die ganze Insel landwirtschaftlich genutzt. In beiden Teilen gibt es jeweils ein größeres Gehöft und ein Siedlerhaus. Eine feste Wegeverbindung zwischen Nord- und Südhälfte gibt es nicht.